# Zudáñez
Zudáñez – miasto w Boliwii, w departamencie Chuquisaca, w prowincji Zudañez.